# 1498 Lahti
Az 1498 Lahti (ideiglenes jelöléssel 1938 SK1) a Naprendszer kisbolygóövében található aszteroida. Yrjö Väisälä fedezte fel 1938. szeptember 16-án, Turkuban.